# ActiveSync
ActiveSync es un programa de sincronización de datos desarrollado por Microsoft para su uso con sus sistemas operativos Microsoft Windows. Originalmente lanzado con el nombre "Explorador de PC Móvil" en 1996, proporciona a los usuarios de Microsoft Windows una manera de transportar los documentos, calendarios, listas de contacto y correo electrónico entre la computadora de escritorio y un dispositivo móvil, como un PC de mano, teléfonos móviles o cualquier otro dispositivo portátil que soporte el protocolo de ActiveSync. ActiveSync está disponible como una descarga gratuita desde el sitio web de Microsoft.
ActiveSync utiliza Exchange ActiveSync, un protocolo propietario que requiere de otros proveedores de la licencia del protocolo para lograr la compatibilidad.

## Desktop ActiveSync
El programa ActiveSync de escritorio permite que un dispositivo móvil se sincronice con la PC, un ordenador de escritorio o un servidor que ejecute Microsoft Exchange Server, AXIGEN Mail Server, Horde, IceWarp Server, Kerio Connect, Kolab, Novell GroupWise, Tine 2.0, Scalix, Zarafa/Kopano mediante Z-push, o Zimbra.
ActiveSync también prevé la transferencia manual de archivos a un dispositivo móvil, junto con la copia de seguridad limitada.
Los dispositivos móviles compatibles incluyen PDA o Teléfonos inteligentes con Windows Mobile o el sistema operativo Windows CE, junto con los dispositivos que no utilizan un sistema operativo de Microsoft, como el Palm OS y plataformas Symbian.
A partir de Windows Vista, ActiveSync se ha sustituido por el Windows Mobile Device Center, que se incluye como parte del sistema operativo.